# Libellus de exordio
Der Libellus de exordio (vollständiger Titel: Libellus de exordio atque procursu istius, hoc est Dunhelmensis, ecclesie; dt.: Schreiben über die Ursprünge und den Fortschritt dieser Kirche, die von Durham ist) ist ein historisches Werk bemerkenswert literarischen Charakters, das im frühen 12. Jahrhundert verfasst wurde und traditionell Symeon von Durham zugeschrieben wird. Es erzählt die Geschichte des Bistums und der Kirche von Durham und seiner Vorgänger in Lindisfarne und Chester-le-Street (Cunecacestre) und wird manchmal als Historia Dunelmensis ecclesiae (Geschichte der Kirche von Durham) bezeichnet.

## Manuskripte
Das Folgende ist eine Liste von Manuskripten, die den Text enthalten. Jedes Manuskript hat seine eigene Geschichte und enthält verschiedene Interpolationen und Noten. In Klammern stehen die Buchstaben, mit denen Rollason, sein letzter Herausgeber, auf das Manuskript in Kurzform Bezug nimmt:
- Durham, University Library, Cosin V.II.6, (C)[2]
- London, British Library, Cotton Faustina A.V, (F)[3]
- Cambridge University Library, Ff. i.27, (Ca)[4]
- Durham, Durham Cathedral Library, A.IV.36, (D)[5]
- Oxford, Bodleian Library, Holkham misc. 25, (H)[6]
- London, British Library, Cotton Titus A.II, (T)[7]
- London, British Library, Cotton Vespasian A.VI, (V)[8]
- York, Minster Library, XVI.I.12, (Y)[9]
- Oxford, Bodleian Library, Fairfax 6, (Fx)[10]
- Oxford, Bodleian Library, Laud misc. 700, (L)[11]

## Autorenschaft und Datierung
Gemäß dem Vorwort des Libellus wurde die Arbeit auf Befehl der klösterlichen Führung der Durham Priory ausgeführt; wahrscheinlich war es Prior Turgot von Durham selbst, der es in Auftrag gab. Das letzte datierbare zeitgenössische Ereignis, das im Kern des Textes erwähnt wird (wenn auch mittelbar), ist die Öffnung des Grabes von St. Cuthbert für seinen Umzug in die neueDurham Cathedral am 29. August 1104. Die Manuskripte „C“ und „F“ sind die frühesten Zeugen des Textes, wobei „C“ und „F“ im selben Skriptorium geschrieben wurden, während Turgot Prior vor Durham war, eine Position, die Turgot spätestens vor 1115 aufgab, vielleicht auch schon vor 1107. Man kann daher sagen, dass der Text irgendwann zwischen 1104 und 1107/15 fertiggestellt wurde.
Die Arbeit wird traditionell Symeon of Durham zugeschrieben, dem Präzentor der Durham Cathedral. Die Beweise dafür sind Rubriken im Manuskript „Ca“ und eine Rubrik im Manuskript „H“. Diese stammen jeweils aus dem späten 12. Jahrhundert und um 1300. Obwohl weder in „C“ noch in „F“ so etwas vorkommt, hat die moderne Wissenschaft die traditionelle Urheberschaft des Textes weitgehend bestätigt. David Rollason, der jüngste Herausgeber des Textes, sieht Symeons Rolle eher als Hauptautor und Kompilator denn als alleiniger Autor.

## Publizierte Versionen
Der Text wurde vier Mal veröffentlicht:
- Roger Twysden (Hrsg.), Historiae Anglicanae Scriptores Decem, (London, 1652), Band 1
- Thomas Belford (Hrsg.), Symeonis monachi Dunhelmensis, Libellus de exordio atque procursu Dunhelmensis ecclesie, (London, 1732)
- Thomas Arnold (Hrsg.), Symeonis monachi Opera omnia, (Rolls Series lxxv; 2 Bände, 1882–5), Band 1
- David Rollason (Hrsg.), Libellus de exordio atque procursu istius, hoc est Dunhelmensis, ecclesie = Tract on the origins and progress of this the Church of Durham, (Oxford, 2000)

Twysdens Ausgabe basiert vollständig auf „Ca“. Bedford benutzt hauptsächlich „C“, zog „F“ and „Ca“ für Varianten. Arnolds Ausgabe benutzte alle Manuskripte bis auf „D“, „H“ und „V“.

## Abdeckung und Quellen
Die Berichterstattung des Libellus de exordio erstreckt sich vom Beginn des Christentums unter den Engländern Northumbrias und der Gründung eines Bistums in Lindisfarne bis zum Tod von Bischof William of St Calais im Jahr 1096. Der Libellus demonstriert die Kontinuität von Durhams Geschichte und rechtfertigt insbesondere den Ausschluss von William of St Calais aus Durhams Klerikergemeinschaft im Jahr 1083, um ihn durch eine Gruppe von Benediktinermönchen aus Wearmouth und Jarrow zu ersetzen. Welche historische Kontinuität der Libellus findet, ergibt sich aus der ständigen Anwesenheit des Schutzpatrons der Gemeinschaft, St. Cuthbert. Die Wunder, die in Cuthberts Namen in der späten angelsächsischen Zeit wirkten, waren besonders außergewöhnlich, und der Libellus enthält interessante Berichte über einige dieser Wunder, einschließlich des „Wunders der drei Wellen“ (als Cuthbert einen Teil der Irischen See in Blut verwandelte, um seine Anhänger davon abzuhalten, seine Reliquien aus England zu holen, siehe Libellus ii.11), die Gründung Durhams (als Cuthberts Leiche auf einem Karren sich weigerte, quer durch England fahren zu lassen, um seine Wunsch deutlich zu machen, in Durham zu bleiben, siehe Libellus iii.1), und mehrere malerische Todesfälle bei den Feinden von Cuthberts Anhängern.
Das Werk besteht aus vier Büchern:
- Buch I, von Oswald (634–642) bis Ceolwulf (729–737)
- Buch II, von Ceolwulfs Tod (737) bis zum Episkopat Aldhuns (995)
- Buch III, vom Episkopat Aldhuns (995) bis zum Mord an Bischof William Walcher (1080)
- Buch IV, das Episkopat von William of St Calais und die Neugründung des Priorats (1081–1096)

Viele ältere Quellen wurden in das Werk aufgenommen, insbesondere die Werke von Beda Venerabilis und einige verlorengegangene nordumbrische Quellen, darunter eine Reihe von Northern Annals, eine Chronik des Klosters Durham, und (was mündlich überliefert zu sein scheint) Erinnerungen an die Kleriker, die während der Regierungszeit von William of St Calais vertrieben worden waren.

## Erweiterungen
Es gibt zwei Texte, die Erweiterungen des Libellus de exordio darstellen. Zum einen enthalten sechs Manuskripte einen „zusammenfassenden“ Text, der etwa 1083 endet, als in Durham das Benediktinerpriorat gegründet wurde. Es ist unklar, ob dies vor oder nach dem Libellus de exordio geschrieben wurde.
Dem Libellus de exordio wurden in acht Manuskripten (alle außer „F“ und „V“) eine Erweiterung beigefügt, die den Zeitraum vom Episkopat von Ranulf Flambard (1099–1128) bis zur Installation von William de Ste Barbe (1143–1152) umfassen. Eine Variante davon in „Ca“ endet mit dem Episkopat von Hugh de Puiset (1153–1195).